# Гранит (Орегон)
Гранит (англ. Granite) — місто (англ. city) в США, в окрузі Грант штату Орегон. Населення — 32 особи (2020).

## Географія
Гранит розташований за координатами 44°48′37″ пн. ш. 118°25′9″ зх. д. / 44.81028° пн. ш. 118.41917° зх. д. (44.810265, -118.419242).  За даними Бюро перепису населення США в 2010 році місто мало площу 0,98 км², з яких 0,96 км² — суходіл та 0,01 км² — водойми.

## Демографія
Згідно з переписом 2010 року, у місті мешкало 38 осіб у 22 домогосподарствах у складі 13 родин. Густота населення становила 39 осіб/км².  Було 88 помешкань (90/км²).
Расовий склад населення:
| - 94,7 % — білих - 5,3 % — корінних американців |

До двох чи більше рас належало 0,0 %. Частка іспаномовних становила 5,3 % від усіх жителів.
За віковим діапазоном населення розподілялося таким чином: 2,6 % — особи молодші 18 років, 52,7 % — особи у віці 18—64 років, 44,7 % — особи у віці 65 років та старші. Медіана віку мешканця становила 63,3 року. На 100 осіб жіночої статі у місті припадало 137,5 чоловіків;  на 100 жінок у віці від 18 років та старших — 131,2 чоловіків також старших 18 років.
Цивільне працевлаштоване населення становило 0 осіб. 